# El Salto, Singuilucan
El Salto är en ort i Mexiko.   Den ligger i kommunen Singuilucan och delstaten Hidalgo, i den sydöstra delen av landet, 90 km nordost om huvudstaden Mexico City. El Salto ligger 2 587 meter över havet och antalet invånare är 185.
Terrängen runt El Salto är huvudsakligen kuperad, men åt sydväst är den platt. Runt El Salto är det ganska glesbefolkat, med 39 invånare per kvadratkilometer. Närmaste större samhälle är Tulancingo, 18,8 km öster om El Salto. Trakten runt El Salto består till största delen av jordbruksmark.